# 巨齒鯊 (電影)
是一部2018年中国和美國合拍的科幻動作片，由強·托特陶執導。電影改編自史蒂夫·艾騰的1997年科幻小說《深海侏羅紀》，由傑森·史塔森、李冰冰、趙文瑄、露比·蘿絲、雷恩·威爾森以及克利夫·柯蒂斯主演。電影於2018年8月10日在中美上映。
全球票房收穫超過5.3億美元的成功票房，但影評間的口碑褒貶不一。2023年推出續集《巨齒鯊2：海溝深淵》。

## 劇情
一艘美國核潛艇於菲律賓海溝底部失事，救援隊員喬納斯·泰勒進入潛艇搜救時，目睹船體遭受某種大型海洋生物撞擊而直接變形，撤離途中得知另外兩位同伴馬可斯和德安傑洛被困在另一端無法逃生。深知他們若是繼續留下將會一同喪命，喬納斯被迫丟下兩個同伴關閉救援潛艇閥門並脫離核潛艇撤退。核潛艇隨即炸毀，雖然營救到11位生還者，但棄隊友不管的喬納斯遭到隊上醫官海勒斥責。喬納斯雖然將所目睹的不明生物一事上報，卻被海勒當作是膽小之舉以及逃避責任而編造的無稽之談，受不了隊友異樣眼光看待的喬納斯則離隊搬到泰國生活。
五年後，億萬富翁傑克·莫里斯來到他投資創立的深海研究基地「瑪納一號」上參觀，在張敏威博士和其女兒蘇茵的帶領下觀摩一艘三人潛水載具起源號，進行人類史上首次下潛至馬里亞納海溝深處，穿過海床底部由硫化氫圍繞的溫躍層下方進行探索。但任務期間，起源號受到不明大型生物撞擊而失聯，駕駛員蘿莉斷訊前喊出該生物可能是她的前夫喬納斯提及過的同一種生物。為了拯救起源號，研究站長麥克和張敏威傳喚具經驗的喬納斯回來執行搜救。蘇茵同樣不相信喬納斯，親自開潛艇下潛準備將起源號拖吊回來，而當時勉強回來幫忙的喬納斯則跟在她後面。
蘇茵的潛艇穿過溫躍層後遭到一隻大型烏賊襲擊，但真正襲擊起源號的一條巨大鯊魚直接將烏賊吃掉。喬納斯發現該鯊魚是巨齒鯊，本已滅絕數萬年的史前海洋生物，而體形證實是五年前造成潛艇失事的元兇。蘇茵的受損潛艇被迫浮上去後，喬納斯跟起源號對接救出蘿莉和隊員華爾，但最後一位隊員阿俊為了幫他們爭取時間撤離而關艙門留下來，跟著起源號同歸於盡而被巨齒鯊摧毀。返程後，海勒等大部分人都對喬納斯徹底改觀，開始爭論是否要將這項深海研究繼續進行。然而當時，在海底觀測處玩耍的蘇茵之女玫盈，目睹觀測窗外的巨齒鯊將座頭鯨咬成兩半後遊走。潛艇設計師潔絲調查後得知，溫躍層受多艘潛艇進出影響而暫時打開過一條通道，才讓巨齒鯊趁機逃出海溝。隨後，團隊得知巨齒鯊開始在附近海域襲擊船隻，於是決定齊心協力捕捉和殺死牠。
眾人搭船至巨齒鯊襲擊漁船的海域，為了確保能鎖定牠的位置而準備向其背鰭射中追蹤器，而喬納斯自告奮勇獨自冒險游過去成功射中牠，幾近被吃掉之際還是平安回到船上。隨後，蘇茵獨自靠一個塑膠構造防鯊籠下水，準備對巨齒鯊用魚槍打入大量埃托啡將其毒死。雖然計劃最終成功，但防鯊籠幾近沉入海裡，蘇茵也因氧氣洩漏而缺氧昏迷，喬納斯再度下水將她救上岸搶救回來，鯊魚也因藥物而毒死在水中。任務雖然成功，但喬納斯後來注意到該鯊魚的牙齒結構，跟襲擊基地的巨齒鯊咬痕不吻合。這時，另一條體形更為龐大的巨齒鯊竄出海面，咬走小型巨齒鯊的遺體，期間也撞翻眾人的船，連續吃掉華爾與海勒。其他人僥倖生還返回基地，張敏威卻也不幸傷重死去，莫里斯呼叫私人軍隊在該巨齒鯊背鰭上射中追蹤器，隨後下令全員關閉基地撤離。但莫里斯為防止巨齒鯊造成的危害而讓他惹上官司，因此在沒有知會有關部門的情況下，親自帶深水炸彈前去捕殺，但他行動時炸錯目標且不慎落水，最後直接被巨齒鯊吃掉。
喬納斯一行人得知情況後一致決定自行進行獵殺，但當時巨齒鯊游到人多密集的三亞灣襲擊海灘遊客。團隊所搭乘的大型船隻到達三亞灣附近，蘇茵利用播放鯨魚聲音的裝置引誘巨齒鯊游到指定的淺水區，準備靠魚雷將牠徹底炸死。但因巨齒鯊鰭上的追蹤器掉落，使所有人被巨齒鯊突然襲擊。交戰過程中，幾架新聞直升機在空中盤旋直播，但其中一架直升機靠海太近而受襲失事，撞向團隊的船隻迫使團隊棄船。蘇茵營救落水者期間，喬納斯獨自駕駛受損的潛艇，用潛艇上的尖銳邊緣劃開巨齒鯊的魚體，找時機爬出受損的潛艇，用一根魚叉刺入牠的眼睛而將其殺死。巨齒鯊大量出血導致附近的鯊魚群游過來進食其遺體，蘇茵趕來將喬納斯救離，所有人最後登上一艘舉行婚禮的遊艇。而喬納斯和蘇茵互相表示出對各自的好感後，準備靠接下來的度假來慶祝勝利。

## 演員
| 演員                                       | 角色                                              | 備註 |
| 傑森·史塔森 Jason Statham                  | 喬納斯·泰勒 Jonas Taylor                          | 深海救援隊員，富有經驗，容易顧全大局，在一次救援時一人目睹巨齒鯊襲擊，被迫丟下隊友逃亡而從此留下污名。     |
| 李冰冰 Li Bingbing                         | 張蘇茵 Suyin Zhang                                | 海洋生物學家，與父親提出這次深海探究卻不慎釋出巨齒鯊，跟喬納斯的關係從水火不容，慢慢轉變成互相信任的戰友。 |
| 雷恩·威爾森 Rainn Wilson                   | 傑克·莫里斯 Jack Morris                           | 億萬富翁，投資建造瑪納一號基地以及張敏威的深海探索，比起研究成果，他更加在乎自己的利益和名聲。             |
| 趙文瑄 Winston Chao                        | 張敏威 Dr. Minway Zhang                           | 蘇茵的父親，同身為海洋科學家，得知自己的研究帶來災害後只能想辦法彌補。                                     |
| 蔡書雅 Shuya Sophia Cai                    | 梅盈 Meiying                                      | 蘇茵的八歲女兒，聰明、活潑又可愛，在基地中最討人喜。                                                       |
| 露比·蘿絲 Ruby Rose                        | 潔絲·赫德 Jaxx Herd                               | 瑪納一號的潛艇設計師，幾乎設計過基地所有的深海防範措施。                                                   |
| 克利夫·柯蒂斯 Cliff Curtis                 | 詹姆斯·「麥克」·麥克雷德斯 James "Mac" Mackreides | 瑪納一號基地站長，是最信任且支持喬納斯的人。                                                               |
| 潔西卡·麥克納米 Jessica McNamee            | 蘿莉·泰勒 Lori Taylor                             | 潛水專家兼駕駛員，喬納斯的前妻。                                                                           |
| 勞勃·泰勒 Robert Taylor                    | 海勒醫生 Dr. Heller                               | 基地醫療主管，五年前被喬納斯扔下的隊員中包含他的朋友，此後對喬納斯懷有偏見，不相信他的說法。               |
| 佩奇·肯尼迪 Page Kennedy                   | DJ                                                | 瑪納一號的一份子，幽默風趣，負責遙控深海探測器，亦是團體中的旱鴨子。                                       |
| 歐拉法·達利·歐拉夫森 Ólafur Darri Ólafsson | 華爾 Wall                                         | 深海探究任務的一份子，負責設備維修工作。                                                                   |
| 岡政偉 Masi Oka                            | 阿俊 Toshi                                        | 深海探究任務的一份子，跟著好友高墻和蘿莉一起下潛。                                                         |
| 羅布·基帕-威廉斯 Rob Kipa-Williams         | 德安傑洛 D'Angelo                                 | 救援隊員，五年前受困於潛艇裡被喬納斯丟下後陣亡。                                                           |
| 托萬達·馬尼莫 Tawanda Manyimo              | 馬克斯 Marks                                      | 救援隊員，和德安傑洛是搭檔，同樣在五年前陣亡。                                                             |

## 製作
起初，小說《深海侏羅紀》是於1997年被迪士尼收購，計劃拍成電影，但後來陷入擱置。直到2015年，華納兄弟獲得了該書的版權。2015年6月，據報導，導演艾利·羅斯正在會談執導電影，但後來羅斯退出該項目，改由強·托特陶執導。

### 拍攝
主體拍攝於2016年10月13日在紐西蘭奧克蘭進行，2017年1月11日完成拍攝。

## 發行
電影原定於2018年3月2日在北美上映，後延期至2018年8月10日上映。

### 評價
《巨齒鯊》獲得的整體評價褒貶不一。根据評論匯總网站爛番茄汇总的310篇评论文章，46%的评论家给予该作正面评价，平均打分为5.3分（满分10分）。该网站总结的评论家共识是“《巨齒鯊》為觀眾帶來了一部精彩的老式B級電影生物故事片，但缺乏該類型片的刺激感或俗氣的口感，不值得一試。”  在Metacritic上，46位影評人共給予了46分的分數（滿分100分），這部電影獲得了「評價褒貶不一或一般」。 據CinemaScore的調查，觀眾的評價在A+至F間落於「B+」。
2019年，该片进入金酸梅奖最烂续集/翻拍/恶搞电影提名。

### 票房
在美國和加拿大，《巨齒鯊》與《瘦魔人》、《黑色黨徒》，分析師預估《巨齒鯊》在首映週末從4118間戲院中獲得約2000萬至2200萬美元的票房。《巨齒鯊》在週四晚間試映的400萬美元，這使分析師自認低估了該片。在首日，該片賺了1650萬美元，而使首週的預估值提升至4000萬美元。《巨齒鯊》於首週開出了4450萬美元的票房，超出了預期且位居當週票房冠軍，這也是史塔森主演的電影中最高的首週成績。北美累计1.45亿美元。
台灣方面，首週三天票房為新台幣4825萬元；次週票房累計至新台幣1.11億元；第三週票房累計至新台幣1.42億元；第四週票房累計至新台幣1.55億元；最終全台票房為新台幣1.62億元。
中国大陆取得10.5亿人民币。
| 上一届： 《不可能的任務：全面瓦解》 | 2018年美國週末票房冠軍 第32週 | 下一届： 《瘋狂亞洲富豪》 |

## 續集
2018年4月，傑森·史塔森表示如果本片能受歡迎，《巨齒鯊》將會有續集。原作者史蒂夫·艾騰於8月受訪時表示支持推出續集，華納兄弟公司也相當重視此項目。2018年10月，執行製片人应旭珺（Catherine Xujun Ying）宣布續集處於開發的初步階段。
2019年3月，續集電影劇本已正在投入創作。艾騰於2020年9月的簡報會議中確認了題為《巨齒鯊2：海溝深淵》已經完成，有望朝著「灰暗」基調和R級尺度方向發展。2020年10月23日，班·懷特利被聘來擔任導演。